# Михалковский тоннель
Миха́лковский тонне́ль — автомобильный тоннель в Москве, на Большой Академической улице, под улицами Прянишникова и Михалковской (к северу от тоннеля — Михалковская; к югу — Прянишникова); входит в состав Северо-Западной хорды; его длина: 410 метров (закрытая часть — 110 м).

## История
Тоннель строился на протяжении трех лет. Первоначальный вариант был затоплен грунтовыми водами; после его засыпали («промокнули») и за 9 месяцев выстроили второй вариант. Строительство велось по итальянской технологии («миланским способом»).